# Привал судна
Привал судна — манёвр судна, суть которого заключается в подходе к причалу, к другому плавсредству или к берегу для осуществления каких-либо манипуляций с грузом, пассажирских операций или для выполнения специальных работ.
Выполнение привального манёвра судоводителем должно принимать во внимание самые разнообразные факторы: конструкционные особенности судна и причальной стенки, наличие в акватории и у причала других судов, инерционность судна при его текущей загруженности, скорость и направление ветра и течения воды.